# Tanzim-e Dahwat-e Islami-ye Afghanistan
Tanzim-e Dahwat-e Islami-ye Afghanistan ("Afghanistans Islamiske Dawah organisation") er et politisk parti i Afghanistan ledet af Abdul Rasul Sayyaf. Det blev grundlagt i 1970'erne under navnet Ittehad-e Islami bara-ye Azadi-ye Afghanistan ("Islamisk Union for Afghanistans befrielse"), det var opindeligt et forsøg på at samle de Islamiske modstandsbevægelser i Afghanistan. Organisationen var medlem af "Peshawar seven", koalitionen af Mujahedin hære støttet af USA, Pakistan og andre mellemøstlige lande, i krigen mod Afghanistans kommunistpartis regering, og de sovietiske styrker i Afghanistan. TDIA medvirkede i kampene om at få kontrol over Kabul i 1993-1994. Partiet udførte også flere massakre og voldtægter på Hazaraer i vestkabul.
Gennem Taliban-årene var partiet med til at danne Den Nordlige Alliance.
I 2005, blev partiet registreret som politisk parti under det nuværende navn.
| Politisk parti | Spire Denne artikel om et politisk parti eller gruppe er en spire som bør udbygges. Du er velkommen til at hjælpe Wikipedia ved at udvide den. |